# Wong Ka Lee
Wong Ka Lee, född 3 juni 1998, är en hongkongsk judoutövare.

## Karriär
Vid olympiska sommarspelen 2024 i Paris blev Wong utslagen i sextondelsfinalen i 48 kg-klassen av österrikiska Katharina Tanzer.